# كاريتسا (بيريا)
كاريتسا (Καρίτσα) هي مدينة في بيريا في مقاطعة فوريا إلادا في اليونان.
يبلغ عدد سكانها حوالي 2051 نسمة.